# 忌部鳥麻呂
忌部 鳥麻呂（いんべ の とりまろ）は、奈良時代の貴族。名は登理万里とも書く。姓は宿禰。官位は従五位上・信部少輔。

## 経歴
天平7年（735年）親族の忌部虫名と共に祭祀権を巡って中臣氏と争い、伊勢幣帛使となることに成功した。天平21年（749年）民部卿・紀麻呂らと共に伊勢大神宮に幣帛を奉納し、従五位下に叙せられる（この時の官職は神祇少副）。
その後、孝謙朝では典薬頭・木工助を務め、淳仁朝では木工助・信部少輔を務める。天平宝字8年（764年）正月に従五位上に叙せられるが、同年9月に発生した藤原仲麻呂の乱に連座し位記を奪われたらしい。天平神護3年（767年）罪を赦され、本位（従五位上）に復している。

## 官歴
- 時期不詳：正六位上。神祇少副
- 天平21年（749年） 4月5日：従五位下
- 天平勝宝6年（754年） 7月13日：典薬頭
- 天平勝宝9歳（757年） 7月8日：信濃守
- 天平宝字5年（761年） 10月1日：木工助
- 天平宝字7年（763年） 正月9日：信部少輔
- 天平宝字8年（764年） 正月7日：従五位上。日付不詳：无位
- 天平神護3年（767年） 7月5日：従五位上（復位）